# Svante Lindström
Svante Johan Lindström, född 13 juli 1872 i Öregrund, död 9 juli 1939 i Göteborg,  var en svensk ingenjör.
Efter mogenhetsexamen 1890 blev Lindström elev vid Kungliga Tekniska högskolan 1891 och avlade avgångsexamen 1895. Han var elev vid Bergsunds Mekaniska Verkstad och Södra varvet i Stockholm, ritare hos W:m Crichton & C:o i Åbo 1895–96, anställd vid Marinförvaltningens ingenjörsavdelning 1896–1900, blev assistent vid Kungliga Tekniska högskolan 1898, t.f. professor i maskinlära där 1899–1900, biträdande ingenjör vid Patent- och registreringsverket 1899–02, extra lärare i maskinlära vid Kungliga Tekniska högskolan 1900–02, lektor i allmän mekanik, maskinlära med ritning och mekanisk teknologi vid Tekniska elementarskolan i Härnösand 1902 och lektor i maskinlära vid Chalmers tekniska läroanstalt 1905. Han blev föreståndare för mekaniska avdelningen av materialprovningsanstalten där 1906 och var 1912–37 professor i nämnda ämne där.
Svante Lindström är begravd på Örgryte gamla kyrkogård.